# 브리즈번
브리즈번(Brisbane)은 오스트레일리아 퀸즐랜드주에서 가장 인구가 많은 도시이자 주도이다. 오스트레일리아 전체에서는 세 번째로 많은 인구를 가진 도시이다. 동 도시권의 인구는 224만여 명이며, 브리즈번을 중심으로 하는 동남 퀸즐랜드 광역도시권의 인구는 300만을 상회한다. 중심업무지구는 초기 유럽인 정착지역에 자리 잡고 있으며, 브리즈번강과 모튼만이 만나는 하구에서 약 15 km (9 mi) 떨어진 브리즈번 강의 굴곡부에 위치해 있다. 대도시권은 모튼만과 그레이트디바이딩산맥 사이에 위치한 브리즈번강 저지대의 범람원을 따라 사방으로 펼쳐져 있는데, 단일행정구역으로서는 오스트레일리아 최다의 인구가 거주하는 브리즈번시(City of Brisbane)를 포함한 다수의 지방행정구역에 걸쳐있다. 브리즈번 거주자는 브리즈버나이트(Brisbanite)로 부른다.
브리즈번이라는 지명은 도시가 자리한 브리즈번 강에서 유래하는데, 브리즈번 강은 1821년에서 1825년 사이에 뉴사우스웨일즈 총독을 역임한 스코트랜드인 토마스 브리즈번 경의 이름을 따른 것이다. 퀸스랜드 최초의 유럽인 정착지는 현 도심에서 북방으로 28km 떨어진 레드클리프에 1824년 설치된 수형지였으나, 이 수형지는 얼마 되지 않아 폐쇄되고 1825년 노스키로 이전한다. 자유 정착민이 허용되기 시작한 것은 1842년부터였다. 브리즈번은 퀸스랜드가 뉴사우스웨일즈로부터 분리된 식민지로 선포된 1859년 퀸스랜드의 주도가 되었다.
브리즈번은 세계 제2차 대전 당시에는 더글라스 맥아더 장군의 남서태평양군 사령부로서 연합군의 작전에 중추적인 역할을 하기도 하였다. 브리즈번은 1982년 코먼웰스 게임, 1988년 세계 박람회, 2001년 굿윌 게임, 2014년 G20 정상회의 등을 개최한 바 있다. 브리즈번은 세계 도시에 등재되어 있다.
2032년 하계 올림픽의 개최지로 선정된 도시이다.

## 역사

### 19세기

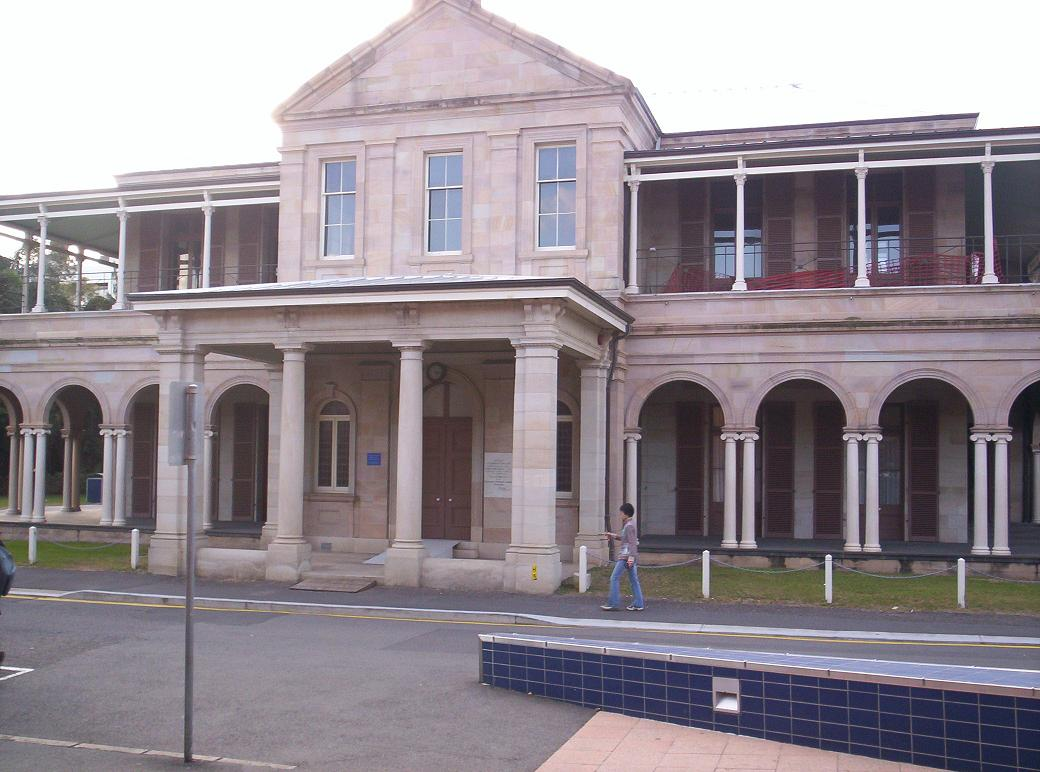
퀸즐랜드 공대에 있는 퀸즐랜드 최초의 의회당 건물, 1824년

유럽인이 정착하기 전의 브리즈번은 터발 부족 및 자게라 부족이 거주하던 지역이었는데, 현재 중심업무지구에 해당하는 지역은 원주민어로 "Mian-jin"('가시 모양의 땅')으로 부르고 있었다. 모튼만 지역을 처음 탐사한 사람은 매슈 플린더스로서, 1799년 7월 17일 현재의 우디포인트에 상륙하였다. 당시에 플린더스는 주변지역의 절벽 색깔을 따서 이 지점을 레드클리프포인트로 명명한 바 있다. 1823년에는 뉴사우스웨일즈 총독인 토마스 브리즈번 경이 북방에 신규 수형지를 개발할 것을 명령함에 따라 죤 옥슬리가 이끄는 탐사대가 추가로 모튼만을 탐사하였다. 옥슬리는 브리즈번강을 발견하고 명명하였을 뿐 아니라, 중심업무지구에서 20km 상류의 구드나에 이르는 지역까지 탐사와 명명 작업을 수행하였다. 옥슬리는 조수와 무관히 접안 및 상륙을 용이하게 할 수 있다는 점을 근거로 레드클리프포인트를 새로운 수형지로 추천하였다.
1824년 뉴사우스웨일즈 식민지 정부는 현재의 레드클리프(Redcliffe) 모튼만에 맞닿은 해안에 유배 식민지를 건설하였다. 그러나 이 유배지는 물 공급이 안정적인 브리즈번강 유역(현재 시 중심부)의 로 옮겨진다. 새 정착지는 대법관인 포브스가 이든글래시(Edenglassie)로 명명하여 브리즈번으로 개명되기 전까지 사용된다. 1838년에는 일반 유럽인들의 정착이 시작된다. 독일 선교사들은 브리즈번이 자유정착지로 공표되기 5년 전인 1837년부터 넌다(Nundah) 지역의 자이온스힐(Zions Hill)에 자리를 잡았다. 이 선교단은 크리스토퍼 아이퍼(Christopher Eipper, 1813~1894) 목사와 칼 빌헬름 슈미트(Carl Wilhelm Schmidt) 목사 및 평선교사인 하우스만, 요한 괴트리드 바그너, 니켓, 하튼슈타인, 질만, 프란츠, 로드, 되게, 슈나이더 등의 인물들로 구성되었고, 이후 저먼스테이션(German Station)으로 알려지게 되는 260핵타의 땅을 배정받아 선교사업을 개시한다.
이후 5년간은 자유정착민들이 도착하고 1840년 말부터는 로버트 딕슨이 향후 개발을 염두에 두고 최초의 도심계획 작업을 시작하였다. 퀸스랜드 주는 1859년 6월 6일자의 특별허가서(Letters Patent)에 의해 뉴사우스웨일즈 주로부터 분리되는데, 퀸스랜드 최초의 총독인 죠지 퍼거슨 보웬 경이 1859년 12월 10일자로 분리를 선포함과 동시에 총독에 취임하면서 브리즈번을 주도로 선정하였으나, 시로 승격된 것은 1902년에 이르러서였다.

### 20세기
1925년에는 20개 이상의 지방자치단체와 행정구역이 합병하여 브리즈번시를 구성하고, 브리즈번 시의회가 행정을 관할하게 된다. 1930년은 당시의 최고층 건물인 브리즈번 시청의 완공과 시의 제일 전쟁기념관인 안작광장에 추념성지가 조성된 중요한 해였다. 이 역사적인 건물들은 1940년 개통한 스토리브릿지와 더불어 브리즈번의 건축적 특성을 규정하는 중요 랜드마크이다.

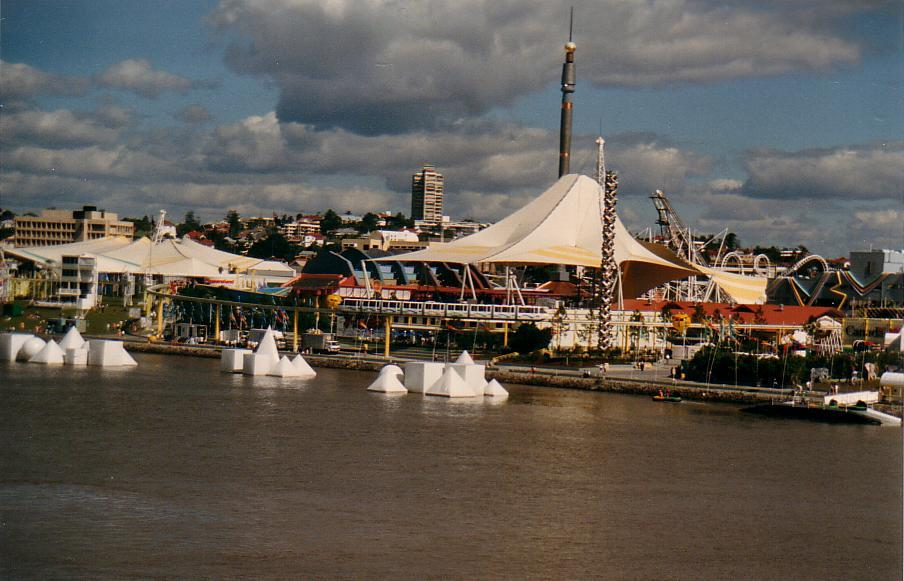
월드 엑스포 88

제2차 세계대전 기간에 브리즈번은 연합군의 태평양 남서부 작전에 중추적 역할을 하게 되는 바, AMP 빌딩(현재의 MacArthur Central)에는 연합군 태평양 사령관 더글러스 맥아더의 남서태평양 사령부가 설치되어 1944년 8월 동 사령부가 인도네시아의 홀랜디아(현 파푸아의 자야푸라)로 이전할 때까지 사용되었다. 맥아더 장군은 당초 퀸스랜드 대학 교정을 사령부로 사용하는 것을 거부했는데, 이는 세인트루시아에서 강이 특징적으로 굴곡되는 지형의 특성상 적군의 폭격이 쉬울 것을 우려한 때문이었다. T & G 빌딩 역시 2차 대전 중 미군의 본부로 사용되었다. 대전 기간 중 대략 백만 정도의 연병력이 남서태평양의 거점인 오스트레일리아를 거쳐 갔는데, 1942년에는 미군 소속원들과 오스트레일리아인 장병, 민간인 사이에서 유혈 충돌사태가 발생하여 한 명이 사망하고 수백명이 부상하는 사고가 발생하기도 했다. 시중에서 브리즈번 전투로 알려진 사건이다.
전후 브리즈번에는 '촌도시'라는 오명이 따라붙게 되는데, 지역 정치인들과 사업가들은 이러한 이미지를 씻고자 상당한 노력을 기울였다. 1950년대 후반에는 '브리즈번의 시인'으로 알려진 익명의 시인이 많은 주목을 받으며 촌도시라는 오명을 지우는데 일조하기도 했다. 브리즈번은 지속적인 성장에도 불구하고 기간시설 문제가 점철된 개발 과정을 거쳤다. 조 비엘키-피터슨 정부에서는 중심업무지역과 도심주거지를 중심으로 대형개발사업과 도시재개발사업을 추진하기도 했다. 경전철이 인기있는 대중교통수단이었으나 1969년에 운행이 중단되었다. 이로써 최근에 이르기까지 멜버른이 경전철을 운행하는 오스트레일리아의 마지막 도시가 되었으나, 2014년 골드코스트가 G:link로 불리는 경전철을 신규 운행하기 시작하여, 현재 오스트레일리아 내에서는 2개의 도시가 경전철을 운행하고 있다.
1974년 발생한 홍수는 일시적으로 도시기능을 마비시킬만큼 대형 재해였다. 이 기간 중 브리즈번은 급속한 성장과 현대화 과정을 거치면서 타주로부터 이주가 증가했다. 이 시기에� 1979년 벨뷰 호텔, 그리고 1982년에 클라우드랜드 등 대표적인 랜드마크가 논란 속에 철거되는 일이 있기도 하였다. 주요 공공사업으로는 강변고속화도로(리버사이드 익스프레스웨이), 게이트웨이브릿지(Gateway Bridge), 퀸스랜드미술관을 비롯한 사우스뱅크 재개발 등이 추진되었다.
브리즈번은 1982년 코먼웰스 게임과 1988년 세계 박람회를 개최하였는데, 행사 개최를 위해 전례 없는 규모의 공공 예산이 집행되어 건축, 개발 사업이 추진되었다. 1990년 이래로 브리즈번은 지속적으로 오스트레일리아의 평균 인구 증가율을 초과하는 연평균 약 2.2%의 인구 증가를 보여왔다.

### 21세기
20년간 기록적인 인구증가에 이어, 2011년 1월에는 또다시 홍수가 재발하였다. 1974년의 수위에는 미치지 않았으나 광범위한 피해와 함께 도시기능의 장애를 일으키기에 충분한 것이었다.
한편, 2001년 개최된 굿윌게임 최종회를 개최하여 국제적 주목을 끌었으며, 2003년 럭비월드컵과 2014년 G20 정상회담을 개최하기도 했다.

## 지리

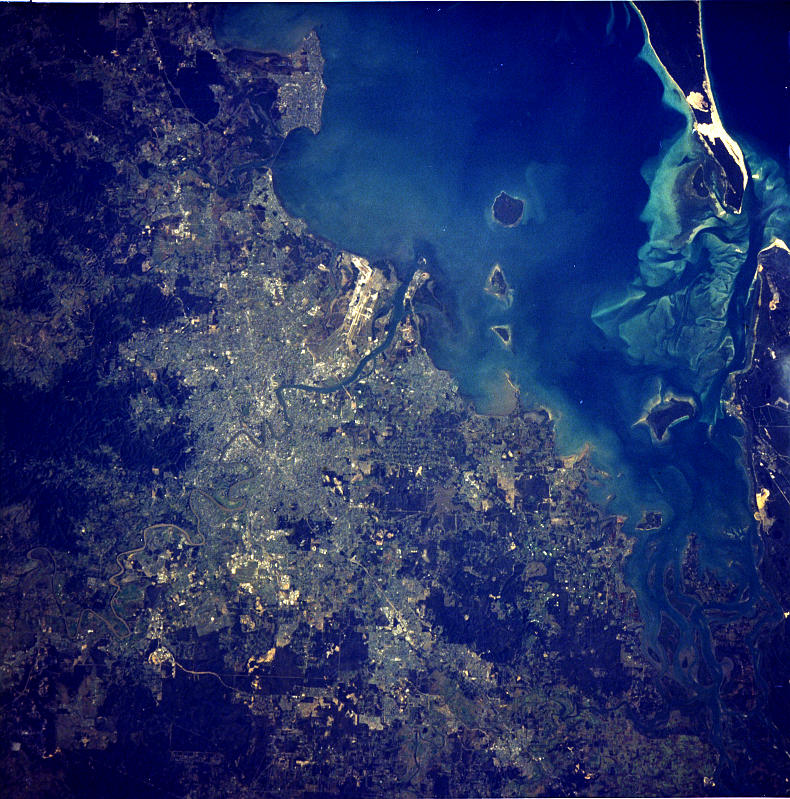
국제우주정거장에서 찍은 브리즈번 대도시권

브리즈번은 오스트레일리아 퀸즐랜드의 남동부에 위치한다. 시 중심부는 브리즈번 강 굴곡부에 위치하며 동쪽 주거지는 모튼만 연안을 따라 펼쳐진다. 브리즈번 대도시권은 [그레이트디바이딩 산맥]] 동부의 모튼만의 해안평야지대에 걸쳐 있으며, 모튼만의 범람원을 따라 북으로는 카불쳐, 남으로는 빈리, 남서로는 입스위치에 이르는 지역을 포괄한다.
브리즈번은 구릉지로서, 중심업무지구를 포함한 도심지역은 해발 약 300m의 산이나 좀 더 낮은 에노게라 힐 같은 산을 포함하여 허버트 테일러 산맥의 저지대에 위치하고 있다.
또한 브리즈번 주변에 솟아있는 그라바트와 투이즈 산 부근 등은 해발 약 170m의 피트리 산(Petrie)과 하이 게이트 힐, 스티픈즈 산, 화이트 힐 등의 산들이 도시에 산재해 있다.
시가지는 저지대에 위치하여 홍수의 위험이 있다. 브리즈번은 식민 이후 1893년과 1974년 두 차례의 큰 홍수를 경험했다. 특히 기록적인 홍수가 된 〈1974년 브리즈번 홍수〉는 사이클론 완다가 원인 중 하나가 되었다. 1974년 오스트레일리아의 날 (1974년 1월 26일 ~ 1월 27일) 이전에 약 3주 동안 집중호우가 쏟아져, 옥슬리, 부림바, 록클리, 쿠어파루, 투웅과 뉴 팜은 침수되었다. 또한 브리즈번 시 식물원이 있던 곳은 수몰되어 맹그로브 새로운 군락이 형성되었다

### 도시 구조

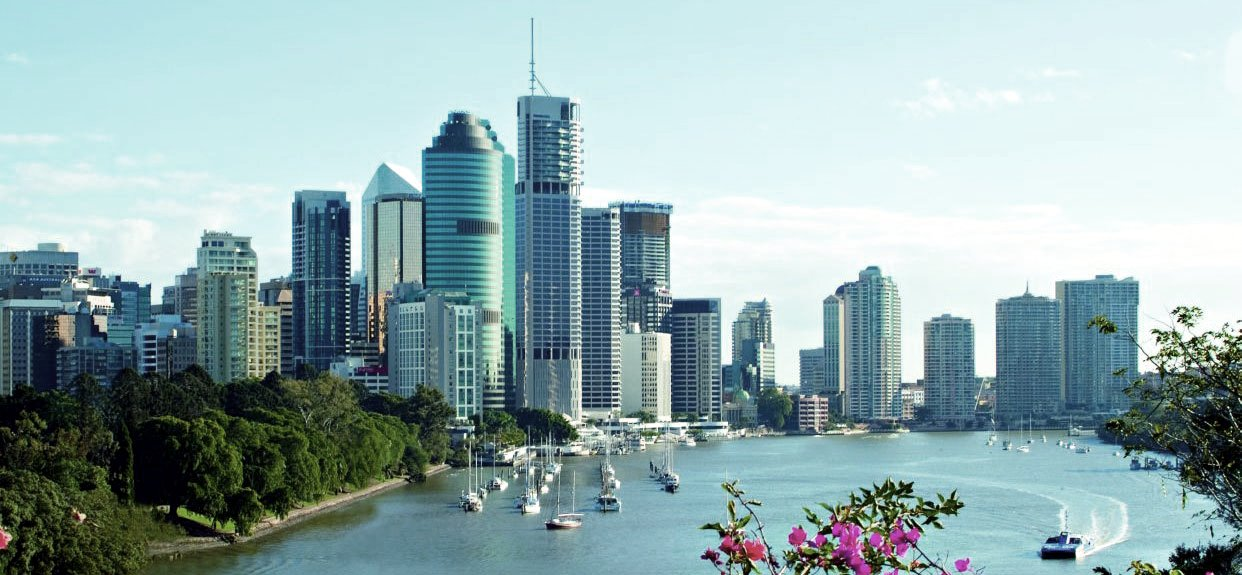
브리즈번 상업중심지구와 식물원(왼쪽)

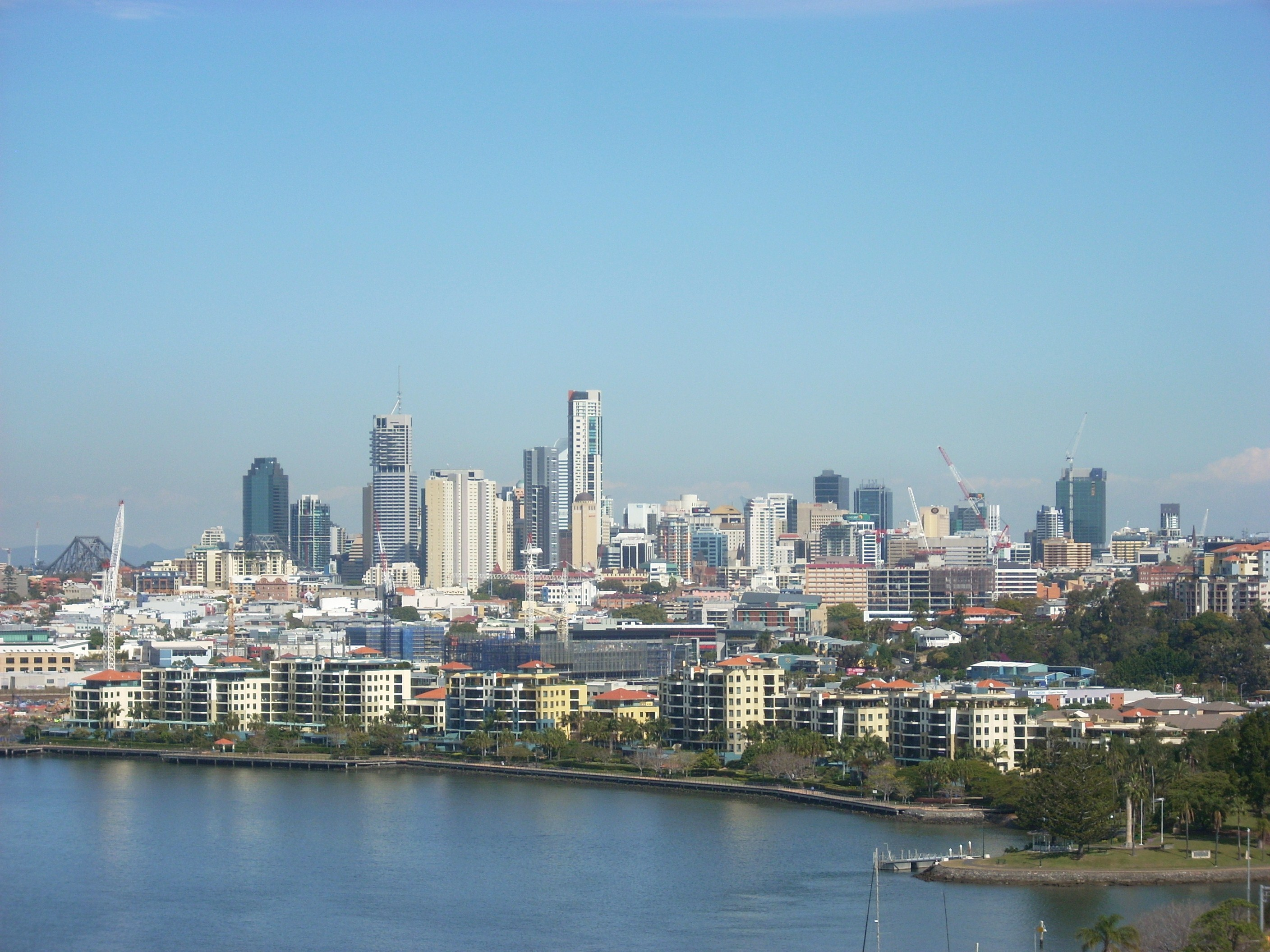
해밀턴에서 바라 본 브리즈번

브리즈번 센트럴 비즈니스 지구 (CBD)는 브리즈번 강 반도부에 위치한다. 중심 업무 지구는 약 2.2km2이다.
중심가의 도로 이름은 하노버 왕조의 왕실의 이름에서 유래한다. 빅토리아 여왕에게 경의를 표하기 위해 퀸 스트리트라고 이름지었으며, 브리즈번의 전통적인 중심이 되고 있다. 또한 퀸 스트리트는 보행자 전용 도로로, 퀸 스트리트 몰이 있고 쇼핑가 되었다. 퀸 스트리트에 평행 도로 이름은 여자 왕족의 이름(애들레이드, 앨리스, 앤, 샬럿, 엘리자베스, 마가렛, 마리아)와 관련되어 있고, 또한 이 수직으로 늘어선 거리는 남자 왕족의 이름(앨버트, 에드워드, 조지, 윌리엄)에서 유래하고 있다.
시에는 1820년대에 지어진 역사적인 건축물이 남아있다. 위컴 공원의 《올드 윈드밀》은 1824년에 죄수들에 의해 지어진 건축물로 브리즈번에 남아있는 건축물로는 가장 오래된 것들이다. 올드 윈드밀은 수형자들이 직접 맷돌로 곡물을 갈던 건물이다. 또한 1934년 4월에는 남반구에서 처음으로 TV 시험 방송을 한 곳이기도 한데 이 곳에서의 TV 보도는 세계대전까지 계속되었다.
1828년에 죄수들에 의해 지어진 윌리엄 스트리트 코밋사리 저장소는 곡물 창고로 일부 사용되고 있으며, 이민자의 호텔로 사용되었고 또한 기록물 보존고로 사용되었다. 캥거루 포인트 클리프 근처 《브리즈번 터프》와 《알비온 파크 경마장》은 지금은 사암으로 지어져 있으며, 《브리즈번 왕립 역사학회》의 본부가 있다. 박물관이 있으며, 소규모 회의, 행사 등에 우선적으로 이용된다.
시 인구 밀도는 1 km2 당 379.4명으로 있고, 오스트레일리아에서도 높은 편이며 시드니의 인구 밀도와 거의 같다. 하지만 많은 서양의 도시와 마찬가지로 브리즈번의 인구는 주변지역으로 확산되고 있다.

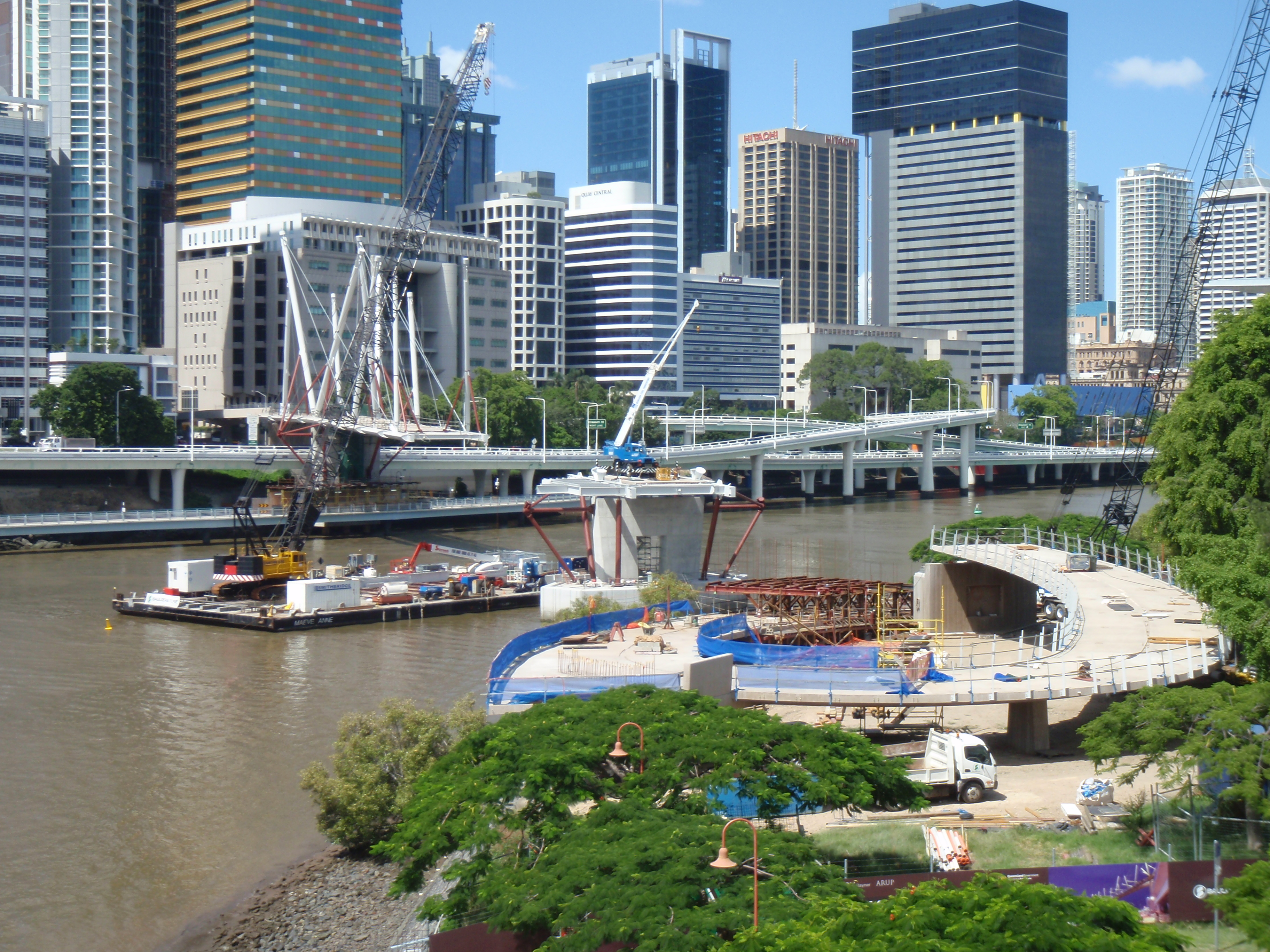
왼쪽에서 바라본 쿠릴파 브릿지

초기의 법률에 의해 주민 거주지는 최소 규모로 결정되었고 그 결과, 브리즈번에 지어진 테라스 하우스는 많지 않았다. 최근에는 시와 시 근교의 인구 밀도가 아파트 건축으로 증가하고 있으며, 그 결과, 중심 업무 지구의 인구는 2004년 6월부터 2009년 6월까지 과거 5년간 약 2배로 늘었으며, 시드니와 멜버른의 차이는 좁혀졌다.
브리즈번에 아파트처럼 거주자용 숙소는 비교적 최근에 많이 늘었으며, 1970년 이전에는 뉴 팜과 같은 시외를 제외하고는 몇 블록이 지어진에 불과하다. 현재의 조밀한 거주 구역은 소규모 퀸즈 양식이라는 전통적인 주거에 유래하고 있다. 1950년 이전의 주거는 ‘퀸즈랜더’라는 건축 양식으로 지어졌으며, 큰 베란다와 높은 천정이 있는 목조 주택이다. 현재는 드물지만, 당시는 남동부 퀸즐랜드의 저렴한 원목을 이용해서 상대적으로 저비용으로 지어졌으며, 지금도 시골에서 여전히 볼 수 있다. 이 퀸즈랜더 풍의 가정은 말뚝('stilt'(죽마)라고도 함)으로 높이 올라가 있으며, 이 기둥은 원래는 목재를 사용했지만, 최근에는 철근과 콘크리트가 사용되는 경우가 많다.
현재 브리즈번에는 200m 이상 높이의 두 건축물이 있다. 가장 높은 것은 《리파리안 플라자》(Riparian Plaza)이며, 250m의 높이이다. 나머지 빌딩인 《오로라 타워》는 207m이며, 옥상까지의 높이가 가장 높다. (리파리안 플라자 옥상까지의 높이는 200m). 그러나 현재 건설 중인 《솔레이유》(Soleil, 243m)와 《인피니티 타워》(236m)가 그 기록을 갱신할 예정이다.

### 기후

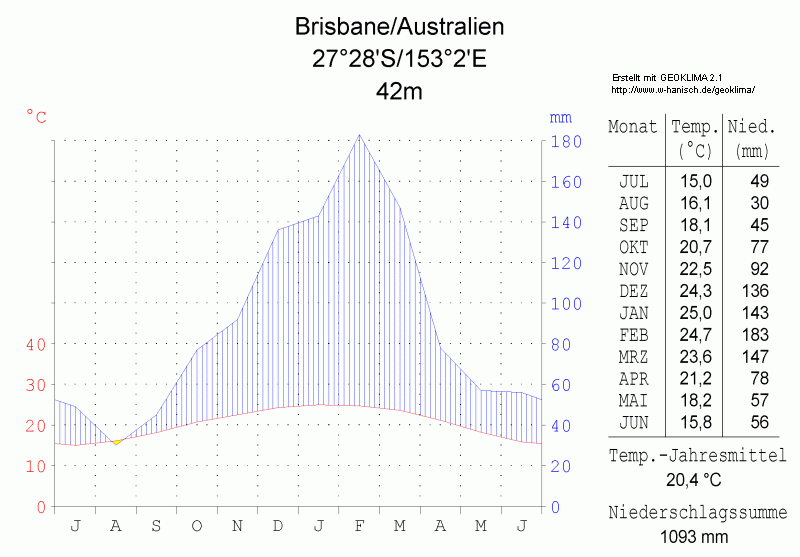
브리즈번의 연강수량과 날씨

브리즈번은 쾨펜의 기후 구분에서 온난 습윤 기후(Cfa)에 속하며, 여름은 습도가 높고 더우며 겨울은 건조하고 온화한 기후이다. 11월부터 3월까지는 비가 많고 때때로 폭우와 바람이 동반되기도 한다. 브리즈번에서 기록된 최고 기온은 1940년 1월 26일 43.2 °C이다. 또한 2007년 7월 19일 브리즈번 공항에서 처음으로 영하로 내려가고 -0.1 °C를 기록했다. 2009년 8월 24일, 겨울은 가장 기온이 높은 35.4 °C를 기록했다. 가장 많은 강수를 기록한 날은 1887년 1월 21일, 465mm를 기록했고, 이 기록은 오스트레일리아의 주도에서도 최대 기록이다.
브리즈번과 주변 지역에서 2001년부터 2008년까지 지난 100년간 가장 기록적인 가뭄이 있었고 2007년 8월 10일에는 댐 저수량이 16.9%까지 낮아졌다. 거주자는 법률에 따라 6단계의 높은 물 공급 제한을 당했고, 정원이나 야외 물 사용이 제한되었다. 1인당 물 사용량은 하루 140리터 이하로 제한되었고, 이것은 세계의 다른 서양 여러 도시 중 가장 낮은 것이었다. 2008년이 되자 브리즈번 주변 댐 저수량은 98%까지 회복했다. 물 공급 제한은 하루 1인당 200리터로 변경되었으나 수요량은 160리터를 초과하는 것은 드물다.
브리즈번에서는 모래 폭풍이 드물지만, 2009년 9월 23일에 일어난 모래 바람은 다른 오스트레일리아 동부의 도시와 마찬가지로 브리즈번에도 기록으로 남아 있다.
브리즈번은 사이클론의 영향을 받는 지역이기도 하지만, 브리즈번에 사이클론이 직접 상륙한 것은 거의 드물다. 2009년 3월 열대성 사이클론 하밋슈가 브리즈번 부근을 통과하여 브리즈번의 북쪽 약 350km에 걸쳐 피해를 남겼고, 이 때 가장 큰 피해는 모튼 만에서 일어난 선박 좌초로 인한 연료 누출 사고였다.
| 브리즈번 (1999년~2022년)의 기후 | 브리즈번 (1999년~2022년)의 기후 | 브리즈번 (1999년~2022년)의 기후 | 브리즈번 (1999년~2022년)의 기후 | 브리즈번 (1999년~2022년)의 기후 | 브리즈번 (1999년~2022년)의 기후 | 브리즈번 (1999년~2022년)의 기후 | 브리즈번 (1999년~2022년)의 기후 | 브리즈번 (1999년~2022년)의 기후 | 브리즈번 (1999년~2022년)의 기후 | 브리즈번 (1999년~2022년)의 기후 | 브리즈번 (1999년~2022년)의 기후 | 브리즈번 (1999년~2022년)의 기후 | 브리즈번 (1999년~2022년)의 기후 |
| 월                              | 1월                             | 2월                             | 3월                             | 4월                             | 5월                             | 6월                             | 7월                             | 8월                             | 9월                             | 10월                            | 11월                            | 12월                            | 연간                            |
| ------------------------------- | ------------------------------- | ------------------------------- | ------------------------------- | ------------------------------- | ------------------------------- | ------------------------------- | ------------------------------- | ------------------------------- | ------------------------------- | ------------------------------- | ------------------------------- | ------------------------------- | ------------------------------- |
| 역대 최고 기온 °C (°F)          | 40.0 (104.0)                    | 41.7 (107.1)                    | 37.9 (100.2)                    | 33.7 (92.7)                     | 30.7 (87.3)                     | 29.0 (84.2)                     | 29.1 (84.4)                     | 35.4 (95.7)                     | 37.0 (98.6)                     | 38.7 (101.7)                    | 38.9 (102.0)                    | 41.2 (106.2)                    | 41.7 (107.1)                    |
| 일평균 최고 기온 °C (°F)        | 30.4 (86.7)                     | 30.1 (86.2)                     | 29.1 (84.4)                     | 27.2 (81.0)                     | 24.5 (76.1)                     | 22.0 (71.6)                     | 22.0 (71.6)                     | 23.4 (74.1)                     | 25.7 (78.3)                     | 27.1 (80.8)                     | 28.3 (82.9)                     | 29.6 (85.3)                     | 26.6 (79.9)                     |
| 일일 평균 기온 °C (°F)          | 26.0 (78.8)                     | 25.8 (78.4)                     | 24.8 (76.6)                     | 22.3 (72.1)                     | 19.2 (66.6)                     | 17.0 (62.6)                     | 16.2 (61.2)                     | 17.2 (63.0)                     | 19.8 (67.6)                     | 21.8 (71.2)                     | 23.6 (74.5)                     | 25.0 (77.0)                     | 21.5 (70.7)                     |
| 일평균 최저 기온 °C (°F)        | 21.6 (70.9)                     | 21.4 (70.5)                     | 20.2 (68.4)                     | 17.4 (63.3)                     | 13.8 (56.8)                     | 11.9 (53.4)                     | 10.4 (50.7)                     | 10.9 (51.6)                     | 13.9 (57.0)                     | 16.5 (61.7)                     | 18.8 (65.8)                     | 20.5 (68.9)                     | 16.4 (61.5)                     |
| 역대 최저 기온 °C (°F)          | 17.0 (62.6)                     | 16.5 (61.7)                     | 12.2 (54.0)                     | 10.0 (50.0)                     | 5.0 (41.0)                      | 5.0 (41.0)                      | 2.6 (36.7)                      | 4.1 (39.4)                      | 7.0 (44.6)                      | 8.8 (47.8)                      | 10.8 (51.4)                     | 14.0 (57.2)                     | 2.6 (36.7)                      |
| 평균 강수량 mm (인치)           | 138.1 (5.44)                    | 185.2 (7.29)                    | 131.6 (5.18)                    | 61.3 (2.41)                     | 61.1 (2.41)                     | 63.8 (2.51)                     | 27.5 (1.08)                     | 34.2 (1.35)                     | 26.6 (1.05)                     | 86.3 (3.40)                     | 95.7 (3.77)                     | 129.1 (5.08)                    | 1,011.5 (39.82)                 |
| 평균 강우일수 (≥ 1 mm)          | 8.2                             | 10                              | 9.7                             | 7                               | 5.6                             | 6.6                             | 3.8                             | 3.5                             | 3.6                             | 7.1                             | 7.6                             | 8.9                             | 81.6                            |
| 평균 오후 상대 습도 (%)         | 57                              | 59                              | 57                              | 54                              | 49                              | 52                              | 44                              | 43                              | 48                              | 51                              | 56                              | 57                              | 52                              |
| 평균 월간 일조시간              | 267                             | 235                             | 233                             | 237                             | 239                             | 198                             | 239                             | 270                             | 267                             | 270                             | 273                             | 264                             | 2,989                           |
| 가능 일조율                     | 63                              | 65                              | 62                              | 69                              | 71                              | 63                              | 73                              | 78                              | 74                              | 68                              | 67                              | 62                              | 68                              |
| 평균 자외선 지수                | 13                              | 12                              | 10                              | 7                               | 5                               | 4                               | 4                               | 5                               | 7                               | 10                              | 12                              | 13                              | 9                               |
| 출처: 오스트레일리아 기상청     |                                 |                                 |                                 |                                 |                                 |                                 |                                 |                                 |                                 |                                 |                                 |                                 |                                 |

## 행정

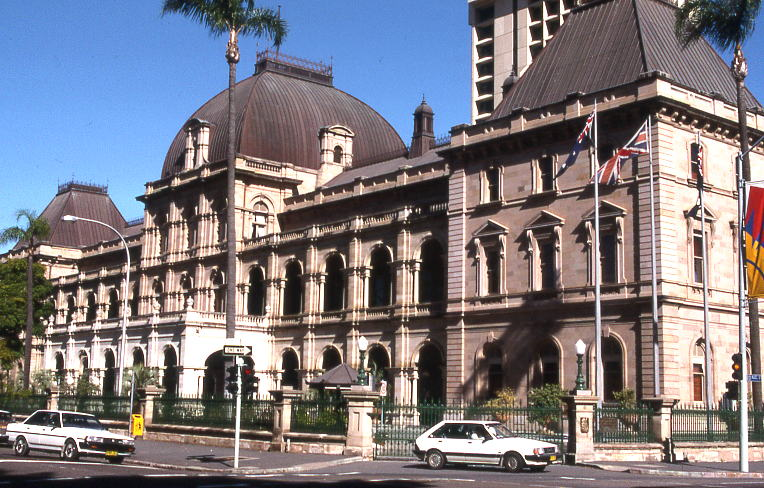
의회당 건물

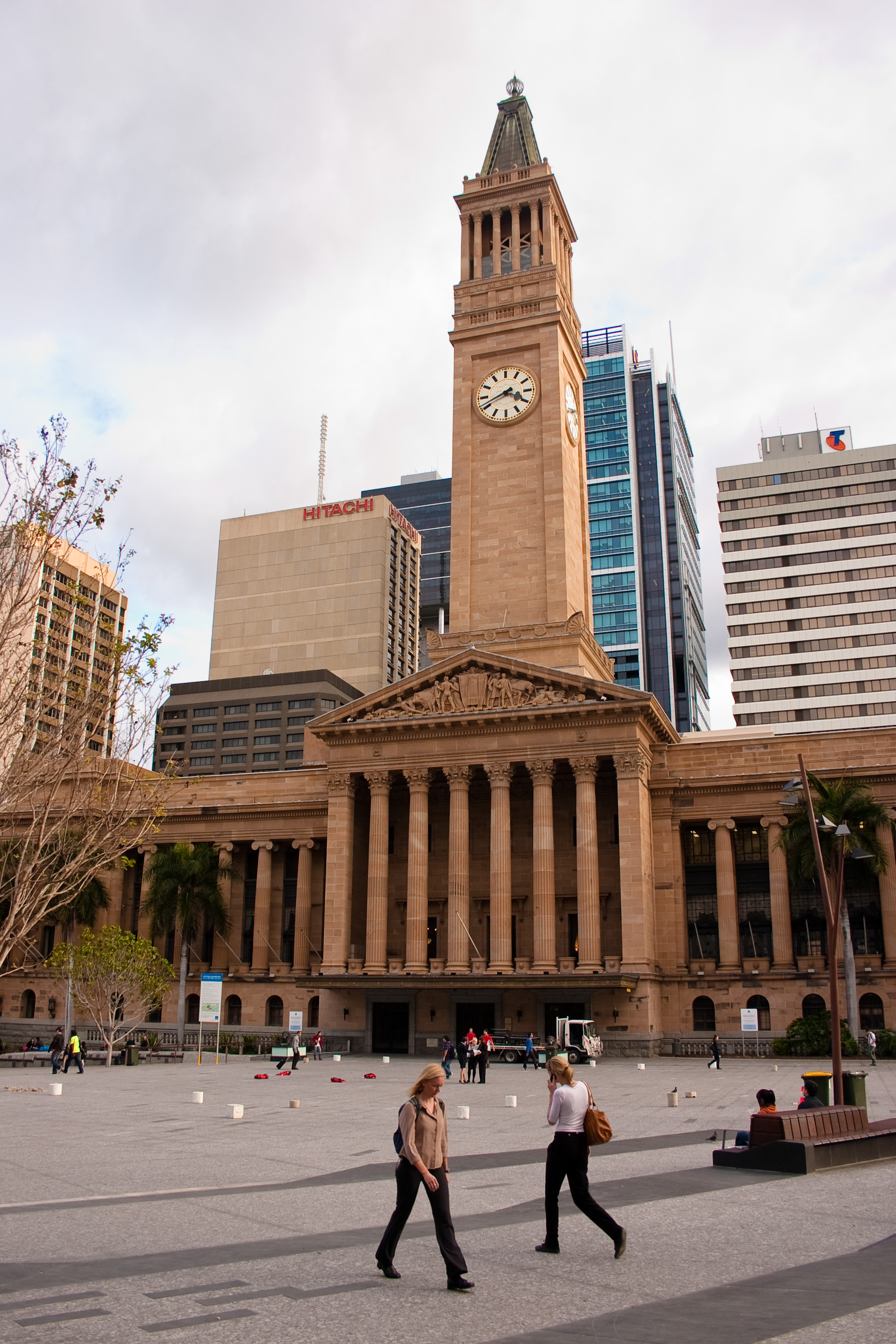
브리즈번 시청

- 브리즈번의 인구 : 1,052,458명 (2009년)[5]
- 브리즈번 광역시 (6 개의 인접 지자체 (LGA) 포함) 인구 : 2,004,262명 (2009년)[5]

오스트레일리아의 다른 주도와는 달리, 브리즈번 대도시의 대부분은 브리즈번 시의회 하에 통치되고 있다. 1925년에 브리즈번 시의회가 창설 이래 브리즈번의 도시 지역은 도시의 경계를 넘어 확장을 계속하였다. 1925년 이전에는 브리즈번 지방 자치위원회 (Brisbane City Council)에 의해 현재 브리즈번의 내부 교외 지역이 통치되고 있었다.
브리즈번 시는 인구 및 예산 측면에서 오스트레일리아에서 가장 큰 자치 단체이다. 1925년 20개의 작은 자치 단체가 합병하여 현재 도시의 면적은 1376km2가 되었다. 도시의 2010년도 연간 예산은 약 3억달러이며, 자산은 약 216억 달러이다.
브리즈번 광역시는 남부로 로건 시(Logan City), 북쪽으로는 모튼 만 지역(Moreton Bay Region), 남서의 입스위치 시(Redland City), 동쪽의 레드 랜드 시(Redland City), 시닉 림 지역(Scenic Rim Region) 등을 포함한다.

## 경제

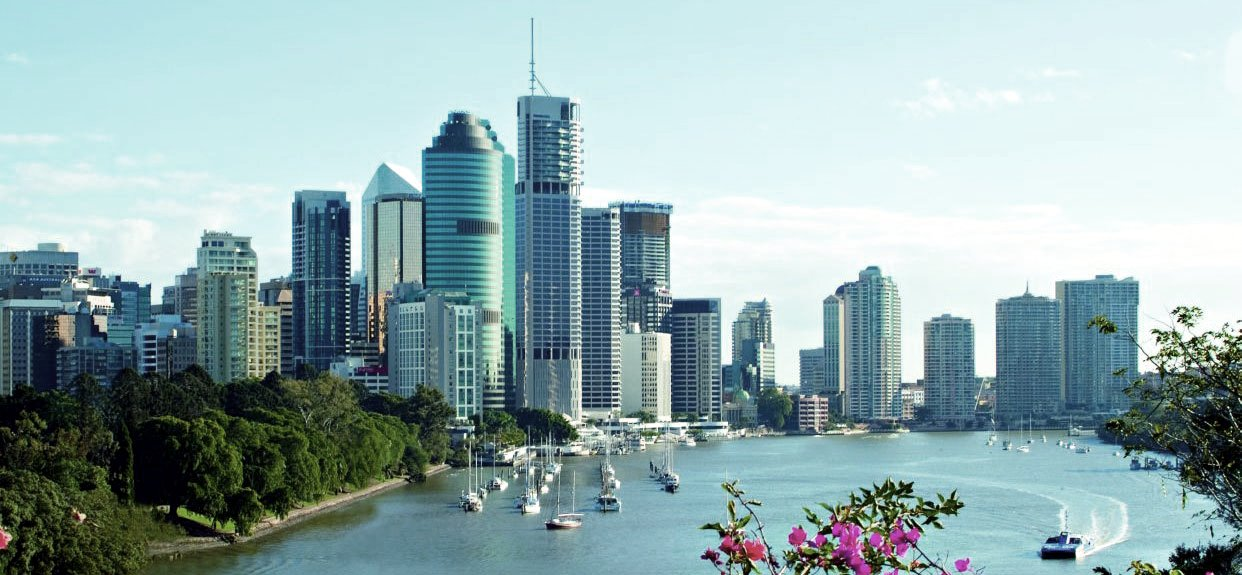
퀸즐랜드의 주도로 브리즈번은 경제의 중심지가 되었다

브리즈번의 경제는 주로 제 2차, 3차 산업의 발전을 크게 볼 수 있다. 제2차 산업으로는 정유, 선내 하역, 제지, 금속 가공 기술, 퀸즐랜드 철도 공장 등이 있으며, 이들은 브리즈번 강 하류 지역과 새로 건설된 도시 주변부의 공업 지대에 건설되어 있다. 3차 산업은 일반적으로 시내 중심 CBD(Central Business District = 중심 상업 지역)에 지어진 고층 상업 건물과 최근 만들어진 근접 교외 상업 단지에 IT, 금융 서비스, 고등 교육, 공공 기관이 발전하고 있다. 관광업은 브리즈번에 관광뿐만 아니라, 퀸즐랜드의 관문 역할을 브리즈번의 중요한 산업이다.
전통적으로 브리즈번은 시드니와 멜버른에 본사를 둔 대기업의 지사・지점이 집중되는 지점 경제 도시와 같은 성격을 가지고 있었다. 다양화를 도모하기 위해 1990년대 후반부터 2000년대 초반에 주 정부는 "스마트 스테이트" 캠페인을 전개하여 퀸스랜드(특히 브리즈번)의 생명 공학(바이오)과 브리즈번 대학 연구 시설에 투자했다.

## 인구 구성
| 브리즈번의 인구 | 브리즈번의 인구 | 브리즈번의 인구 |
| --------------- | --------------- | --------------- |
| 1859            | 6,000           |                 |
| 1942            | 750,000         |                 |
| 2006            | 1,763,131       |                 |
| 2026            | 2,908,000       | 추정            |
| 2056            | 4,955,100       | 추정            |

입스위치, 모튼 베이, 로건, 레드 랜드 등을 포함한 브리즈번 광역시는 인구 통계학적으로 하나의 광역 도시권이다. 2006년 인구 조사에서 브리즈번 광역시는 1,763,131명이 거주하고 있는 것으로 기록되었다. 브리즈번 광역시는 오스트레일리아에서 3번째로 큰 도시권이다. 오스트레일리아의 도시권에서 가장 높은 인구 증가율을 보이며, 2001년부터 2006년 인구 증가율은 연평균 2.2 %였다. 중위 연령은 35살이다. 2006년 조사에서는 브리즈번의 인구 중 원주민은 1.7%로, 21.7%가 주 외 태생이며, 외국에서 태어난 곳은 뉴질랜드, 남아프리카, 영국에서 태어난 사람이 많았다. 또한 약 16.1%의 가정이 영어 이외의 언어를 말하고 중국 북경어가 1.1%, 베트남어가 0.9%, 광동어가 0.9%, 이탈리아어 0.6%, 사모아어가 0.5%였다.
2006년 인구 조사에서 브리즈번 시의 인구는 956,130명이었다. 이 중 오스트레일리아 시민권 소지자는 806,379명 (84.3%, 오스트레일리아 평균 86.1%), 해외 태생은 229,173명 (24%, 동 23.8%), 오스트레일리아 원주민은 12,938명 (1.4 %, 2.3 %)이었다. 또한 해외에서 태어난 중 영어권 출신자는 97,168명 (10.2 %), 영어권 이외의 출신자는 132,005명 (13.8 %)이었다.
1987년까지 브리즈번 남부 교외의 와콜 (Wacol)에 와콜 이민국이 있었기 때문에, 브리즈번 남부로 해외 출생 인구가 많은 지역이 집중되어 있다. 2001년부터 2006년 사이에 브리즈번의 인구는 89,801명이 증가하였고, 그 중 해외에서 태어난 인구는 31,431명으로 영어권 이외의 출신자가 21,984명을 차지하고 있다.
브리즈번 남부 교외인 서니 뱅크에는 동아시아 출신이 많은 교외 지역 중 하나이며, 41.5%가 해외 태생이다. 다른 영어권 출신자(7.6%)는 뉴질랜드(3.5%), 영국 (3.4%)이며, 영어권 이외 (33.9 %)의 국가에서는 중화인민공화국 (8.6%), 중화민국 (7.3%), 홍콩(중화인민공화국 령) (2.3%)이 있었다. 브리즈번은 오스트레일리아에서 타이완 이민자가 가장 많은 지역이다. 차이나타운인 포티튜드밸리의 중국 본토 출신의 비율은 1.6%이고, 브리즈번의 중국 본토 출신(1.0%)보다 약간 많은데, 써니 뱅크에 비하면 적은 편이다. 써니 뱅크에는 중국계 식당도 많이 있다. 따라서 서니 뱅크와 그 주변은 '리얼 차이나 타운', '타이완 거리'라고 말하기도 한다. 또한 베트남인은 남부 이날라(14.3% / 해외 출신자 33.8%)와 다라(15.2% /이 40.8 %) 주변에 많다.
도심의 남쪽 지역에는 그리스와 이탈리아를 중심으로 남부 유럽 출신이 많다. 시 주변에는 세르비아, 보스니아인, 크로아티아인, 인도인, 파키스탄인, 남아프리카인, 피지인들도 많다.

## 문화

### 관광
관광은 브리즈번의 주요 산업 중의 하나이다. 2006년 오스트레일리아 정부 관광청에서 조사하는 International Visitor Survey에 따르는 국제 여행객들 중 시드니, 멜버른에 이어 세 번째 인기있는 목적지로 조사되었다.
시티 여행자에게 인기 있는 목적지는 2000년부터 2001년에 걸쳐 개조한 《로마 스트리트 파크랜즈》(식민지 시대 식물원), 《브리즈번 시티 식물원》, 《브리즈번 포레스트 파크》, 《1988년 세계 박람회》 개최지인 사우스 브리즈번에 있는 《사우스 뱅크 파크랜즈》, 《포트사이드 워프》 등이 있다.
1927년 문을 연 세계에서 가장 크고 오래된 코알라 보호 구역이 있는 《론 파인 코알라 보호 구역》(Lone Pine Koala Sanctuary)도 브리즈번 시내 관광지로 인기가 있다.
브리즈번은 27km에 이르는 자전거 도로가 있고, 대개 브리즈번 강과 시내 중심을 돌아 시의 서쪽과 남쪽까지 확장되어 있다. 강 자체도 수영을 하는 사람에게는 인기 있는 목적지이며, 모튼 만까지 보트 유람도 가능하다.
주요 쇼핑 지역은 CBD (City)에 있는 《퀸 스트리트 몰》과 포티튜드 밸리에 있는 《차이나타운》 등을 들 수 있다. 브리즈번 강가에는 ‘캥거루 포인트’에서 암벽 등반과 카약 등을 즐길 수 있다. 또한 마운트 쿠사는 시내가 내려다 보이는 정상 전망대가 있으며, 《마운트 쿠사 식물원》, 《세인트 토마스 브리즈번 천문관》이 있다.
캐슬매인 퍼킨스사의 XXXX(four X, 포렉스로 발음) 밀튼 맥주 양조장은 월요일부터 금요일까지 투어가 있다.

## 교육
- 퀸즐랜드 대학교
- 그리피스 대학교
- 제임스쿡 대학교
- 퀸즐랜드 공과대학

## 교통
브리즈번은 광범위한 교통 네트워크를 가지고 있다. 주요 교통수단은 자동차이다. 주요 대중교통은 버스, 기차, 페리가 있다. 버스는 민간 사업자가 운영하지만 페리와 기차는 공공기관이 운영중이다. 

## 페스티벌
매년 9월 시내의 브리즈번 강변에서는 QBE 리버파이어 불꽃축제가 벌어진다.

## 방송
- JTBC 내 친구의 집은 어디인가 오스트레일리아 편 블레어 윌리엄스의 고향이기도 하다.

## 대한민국과의 관계
2015년 12월 2일 현재 대한항공이 인천과 직통으로 주4회 연결하고있다. 대한민국 기업들의 주요 교역지이며, 한국인 유학생들도 많다. 또한 대전광역시의 자매도시이기도 하다.

## 자매도시
- 대한민국 대전광역시 동구
- 일본 고베시
- 중국 선전시
- 인도네시아 세마랑
- 대만 가오슝시
- 중국 충칭시
- 프랑스 니스